# بورس اوراق بهادار اوکراین
بورس اوراق بهادار اوکراین (به انگلیسی: Ukraine Stock Exchange) مهم‌ترین بازار بورس اوراق بهادار کشور اوکراین است، که در شهر کی‌یف مستقر می‌باشد. ارزش معاملات این بازار هم‌اکنون در حدود ۳۰ تا ۶۰ میلیون دلار در روز برآورد شده‌است.
بازار بورس اوراق بهادار اوکراین در سال ۱۹۹۶ تأسیس شد و در حال حاضر شمار شرکت‌های فعال در آن بیش از ۲۲۰ شرکت بوده و با ارزش بازاری معادل ۱۴۰ میلیارد دلار، به‌عنوان بزرگترین بازار بورس اوراق بهادار اوکراین شناخته می‌شود.